# Benzeduras
As benzeduras são práticas de cura realizadas por benzedeiras e benzedores que tem como objetivos sanar os males físicos e espirituais dos consulentes.

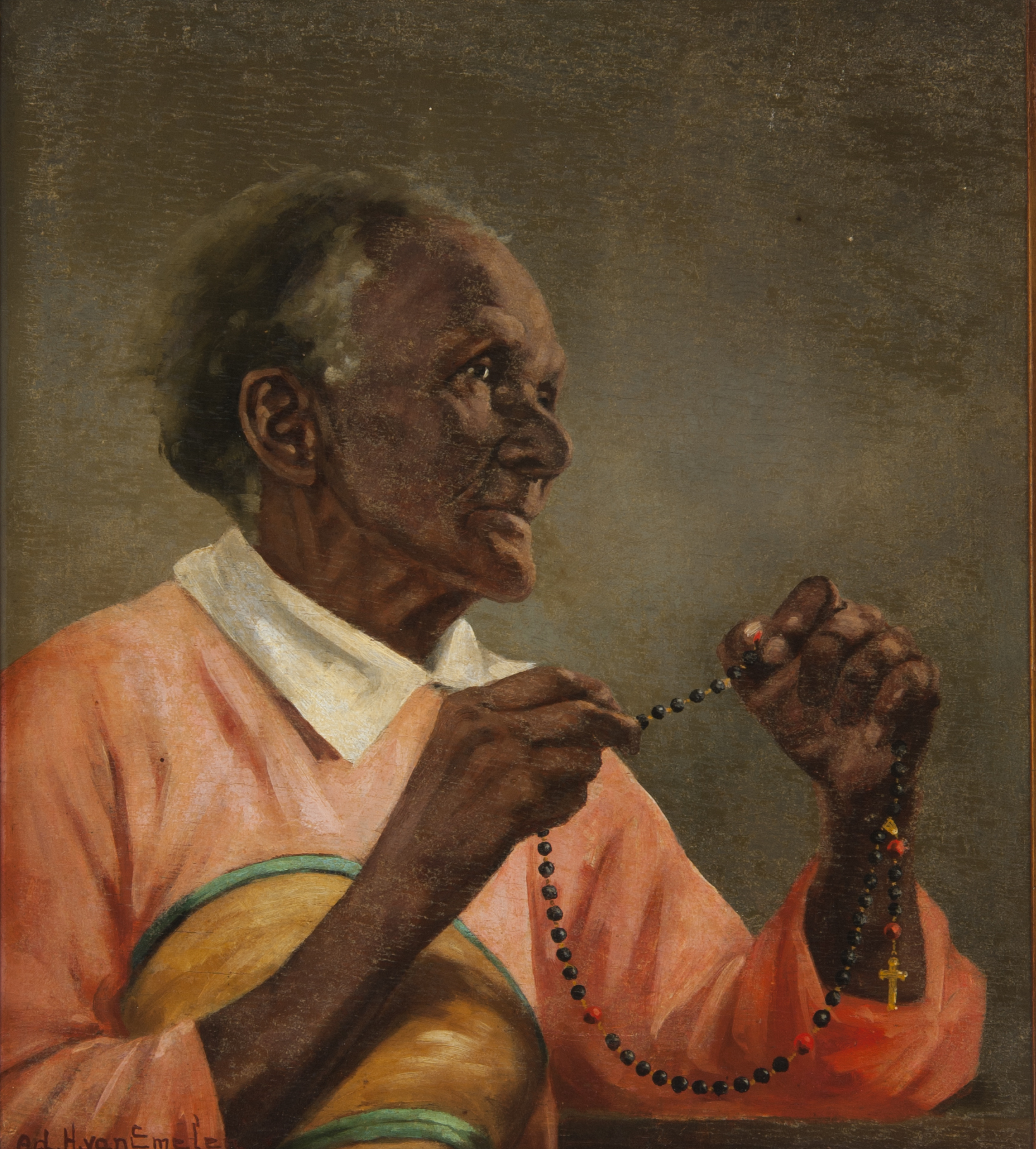
Mulher negra com terço nas mãos

## Etapas da prática da benzedura
De acordo com Quintana,  o processo ritual da prática de benzedura é formado basicamente em três momentos: o diálogo, a bênção e a prescrição.

### Diálogo
No diálogo, o processo se inicia com a chegada do consulente que solicita a intervenção do benzedor bênção.

### Bênção
A bênção corresponde ao segundo momento do processo ritual, que seria a benzedura propriamente dita. É nesse momento que a benzedeira ou benzedor procuram reequilibrar a energia do consulente lhe livrando do mal.

#### Principais benzeduras
- Mau-olhado/ Quebranto
- Cobreiro
- Coser jeito
- Aguamento
- Ventre-virado
- Queimadura
- Espinhela-caída

### Prescrição
A prescrição consiste nas condutas de como os consulentes devem agir depois que a benzedura foi realizada. A prescrição deve ser seguida para que o tratamento não seja anulado.